# Chrysotus cornutus
Chrysotus cornutus är en tvåvingeart som beskrevs av Friedrich Hermann Loew 1862. Chrysotus cornutus ingår i släktet Chrysotus och familjen styltflugor. Inga underarter finns listade i Catalogue of Life.